# Maladera holosericea
Maladera holosericea es un coleóptero de la subfamilia Melolonthinae.

## Distribución geográfica
Habita en el paleártico: Europa y oeste y centro de Asia.